# Sternwarten Bern
Im Kanton Bern gibt es fünf Sternwarten:
1. Sternwarte Muesmatt (Stadt Bern, seit 1922)
2. Sternwarte Uecht in Niedermuhlern
3. Schulsternwarte Schwarzenburg
4. Sternwarte Sirius in Schwanden
5. Universitätssternwarte Zimmerwald[1]

Die Alte Sternwarte Bern (1812–1876) 600000 / 200000 befand sich am heutigen Standort des Instituts für Exakte Wissenschaften (Sidlerstrasse 5).